# Allan Burns
Allan Burns (Baltimore, 18 de mayo de 1935-Los Ángeles, 30 de enero de 2021) fue un guionista y productor de televisión estadounidense. Burns es conocido por crear y escribir para la comedia televisiva The Munsters, así como para The Mary Tyler Moore Show y Rhoda, las cuales creó y escribió junto a James L. Brooks.

## Primeros años
Burns nació el 14 de junio de 1935 en Baltimore, Maryland. Nació y se crio como científico cristiano. Asistió a la Universidad de Oregon entre 1953 y 1957.

## Carrera
Burns produjo los programas de televisión Cutters (1993), The Duck Factory (1984) y coescribió la versión no emitida del episodio piloto de 1965 de The Smothers Brothers Show. Antes de incursionar en la televisión y el cine, Burns se inició en la animación, trabajando para Jay Ward y colaborando y animando The Rocky and Bullwinkle Show, Dudley Do-Right y George of the Jungle. Burns también creó el personaje Cap'n Crunch para Quaker Oats.
Después de su período escribiendo para Jay Ward, Burns se asoció con Chris Hayward. Crearon la serie The Munsters (1964) y My Mother the Car (1965), y luego fueron contratados por el productor Leonard Stern como editores de historias para la serie de CBS He &amp; She, por la que ganaron un premio Emmy por escritura de comedia. El último proyecto entre Hayward y Burns sería como editores de historias para la comedia Superagente 86.
En 1969, Burns comenzó una sociedad con James L. Brooks después de quedar impresionado con el piloto de televisión del programa Room 222 de Brooks. Burns se unió al personal de redacción de Room 222 y luego produjo la serie.
Después de Room 222, el ejecutivo de televisión Grant Tinker contrató a Brooks and Burns para desarrollar una serie de televisión para CBS protagonizada por Mary Tyler Moore. En 1970, The Mary Tyler Moore Show se estrenó y se convirtió en una serie aclamada por la crítica, generando series derivadas como Lou Grant y Rhoda. Brooks and Burns también crearon la comedia de situación de 1974 Paul Sand en Friends and Lovers. Burns también escribió y produjo tres series de televisión: FM, Eisenhower y Lutz y Cutters.
Burns también ha escrito guiones para películas, en particular, A Little Romance, por la que fue nominado a un Premio Oscar al Mejor Guion Adaptado. También escribió los guiones Butch y Sundance: The Early Days, Just the Way You Are y escribió y dirigió Just Between Friends.

## Premios y reconocimientos
Premios Óscar
| Año  | Categoría            | Trabajo nominado   | Resultado |
| ---- | -------------------- | ------------------ | --------- |
| 1980 | Mejor guion adaptado | Un pequeño romance | Nominado  |